# オレンジピコ
オレンジピコ（Orange pekoe）は2006年7月にアダルトゲームブランドNail（現在は全年齢向けサイト）より派生した元iアプリ用アドベンチャーゲームサイト。現在はNailと統合され、オレンジピコのドメインも廃止になっている。
元々はNailの代表であるDEEZ氏（現・竜山大輝）の「可能性を高めること」という考えから始まったもので、これは一発勝負の美少女ゲーム業界の中で、せっかく1年を通して開発した作品が発売してロットアップしてしまえば終わり、という流れではなく、放映回数を重ねるごとに視聴者を増やす機会があるテレビ番組や、ドラマとのタイアップなどで売れる可能性のある音楽業界のように、もっと売れる機会を増やそうという考えから生まれたアイデアのひとつで、電車に乗っている時間などのちょっとした暇な時間に体験版をプレイしてもらおうというもの。
そして将来的には、全編配信も視野に入れたものとなっていた。
しかし、オレンジピコの元となったNailのゲームソフト開発業務終了に伴い、オレンジピコはNailと統合された。
ただ、携帯用ゲーム自体は配信され続けていたり、オレンジピコで製作したiアプリのゲームのソースコードを利用し、iアプリ用アドベンチャーゲーム製作キットとして発表された「William」の配信がされ続けているなど、オレンジピコというサイトこそなくなったものの、その活動内容はほぼ全て現Nailに継承されていることから、竜山大輝氏の「可能性を高めること」という考えが、新たな形で継承されていることが窺える。